# Michaił Siemiczastny
Michaił Wasiljewicz Siemiczastny (ros. Михаил Васильевич Семичастный; ur. 22 listopada?/5 grudnia 1910 na stacji Perłowskaja w guberni moskiewskiej, Imperium Rosyjskie, zm. 30 sierpnia 1978 w Moskwie, Rosyjska FSRR, ZSRR) – rosyjski piłkarz, grający na pozycji obrońcy, a wcześniej pomocnika lub napastnika, sportowiec, trener piłkarski.

## Kariera piłkarska

### Kariera klubowa
Wychowanek zespołu stacji Perłowska (1924-1925), później grał w klubach Północnej Kolei (1926-27). W 1928 rozpoczął karierę piłkarską w CDKA Moskwa, a w 1932 debiutował w składzie pierwszej drużyny CDKA. W 1936 roku przeniósł się do Dinama Moskwa, w którym osiągnął największe sukcesy, stając się rekordzistą klubu (wraz z Lwem Jaszynym) w liczbie zdobytych mistrzostw ZSRR. Świetnie grał głową. Był długoletnim kapitanem Dinama. Zaczynał grać na prawym skrzydle ataku, następnie przeniesiony do obrony, gdzie również wykazał się z najlepszej strony. W 1950 zakończył swoją karierę piłkarską.

### Kariera reprezentacyjna
Uczestniczył w 1937 w meczach międzynarodowych z reprezentacją Kraju Basków, a w drugim meczu strzelił gola. Brał udział w legendarnej podróży rosyjskich piłkarzy po Wielkiej Brytanii.

## Kariera sportowca
Oprócz piłki nożnej Siemiczastny uprawiał inne sporty. W reprezentacji Moskwy był mistrzem ZSRR w koszykówce (1935). Wielokrotny mistrz ZSRR w piłce ręcznej. Również grał w siatkówkę, był narciarzem i lekkoatletą.

## Kariera trenerska
Po zakończeniu kariery piłkarskiej rozpoczął karierę szkoleniowca. Wcześniej w 1940 roku ukończył szkołę trenerów przy GCOLIFK w Moskwie. W latach 1952–1953 (do sierpnia) prowadził Dinamo Moskwa. Później pracował jako funkcjonariusz sportowy, zajmując następujące stanowiska kierownicze: Sekretarz wykonawczy i Wiceprezes Moskiewskiej Rady Miejskiej "Dynamo" (1954-1965), starszy trener Wydziału Piłki Nożnej i Hokeja Rady Centralnej "Dynamo" (1966-1978), członek Prezydium Federacji Piłki Nożnej ZSRR (1959-1978), Zastępca Prezesa Zarządu Trenerskiego Federacji Piłki Nożnej ZSRR (1965-1978). Zmarł 30 sierpnia 1978 w Moskwie. Został pochowany na cmentarzu Wagańkowskim.

## Sukcesy i odznaczenia

### Sukcesy klubowe
- mistrz ZSRR: 1936 (w), 1937, 1940, 1945, 1949
- wicemistrz ZSRR: 1936 (j), 1946, 1947, 1948
- zdobywca Pucharu ZSRR: 1937
- finalista Pucharu ZSRR: 1945, 1949

### Sukcesy trenerskie
- brązowy medalista Mistrzostw ZSRR: 1952

### Sukcesy indywidualne
- król strzelców Mistrzostw ZSRR: 1936 (w) (6 goli)
- wybrany do listy 33 najlepszych piłkarzy ZSRR: Nr 2 (1938)

### Odznaczenia
- tytuł Mistrza Sportu ZSRR
- tytuł Zasłużonego Mistrza Sportu ZSRR: 1945
- Order „Znak Honoru”: 1957